# Hubertus Prinz zu Sayn-Wittgenstein-Berleburg

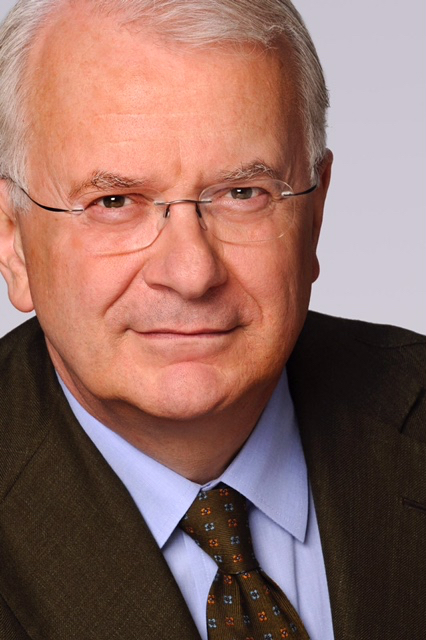
Hubertus Prinz zu Sayn-Wittgenstein-Berleburg (2016)

Hubertus Maximilian Casimir Thomas Maria Prinz zu Sayn-Wittgenstein-Berleburg (* 21. Dezember 1948 in Bonn) ist ein deutscher Unternehmer, Inhaber des Familienbetriebes Land- und Forstwirtschaft in Odenthal. Von 1990 bis 2011 war er Hochmeister des Bundes der historischen deutschen Schützenbruderschaften.
Hubertus Prinz zu Sayn-Wittgenstein-Berleburg übernahm 1983 den Familienbetrieb von seinen Eltern Karl-Heinrich Prinz zu Sayn-Wittgenstein-Berleburg und Monica Maria Christina Flaminia Gräfin Wolff Metternich zur Gracht.

## Familie

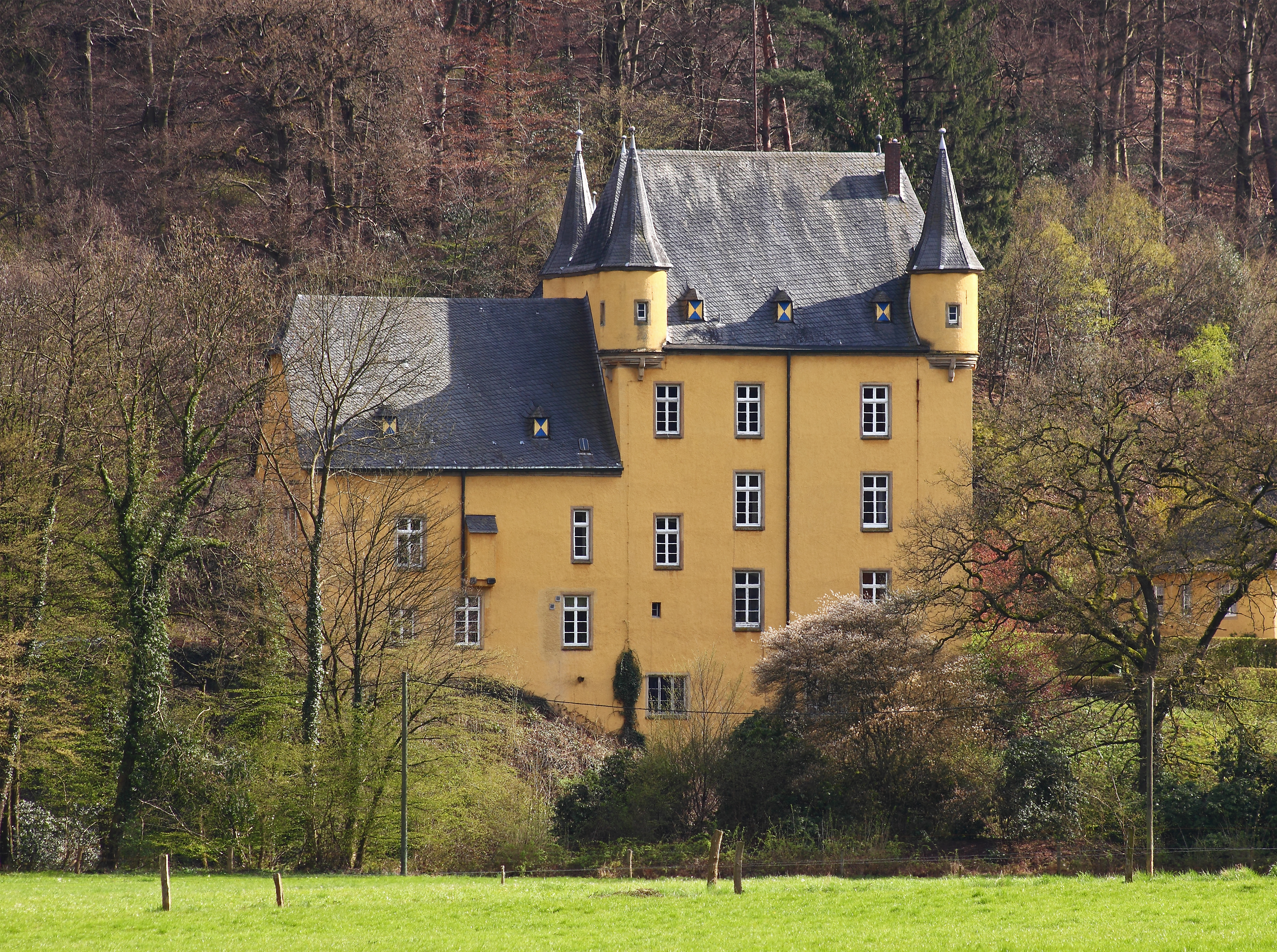
Schloss Strauweiler,
hier wohnt Hubertus Prinz zu Sayn-Wittgenstein-Berleburg mit seiner Familie

Von 1973 bis 2011 war Hubertus Prinz zu Sayn-Wittgenstein-Berleburg mit Irina Renata Gräfin zu Solms-Baruth (* 1953) verheiratet. 2014 heiratete er Sema Meray in Odenthal.
Aus erster Ehe gingen folgende Kinder hervor:
- Christian-Albrecht Prinz zu Sayn-Wittgenstein-Berleburg (* 1974)
- Nicolaus Prinz zu Sayn-Wittgenstein-Berleburg (* 1975)
- Marie-Charlotte Prinzessin zu Sayn-Wittgenstein-Berleburg (* 1979)
- Marie-Elisabeth Prinzessin zu Sayn-Wittgenstein-Berleburg (* 1982)
- Maria-Catharina Prinzessin zu Sayn-Wittgenstein-Berleburg (* 1985)
- Ludwig-Ferdinand Prinz zu Sayn-Wittgenstein-Berleburg (* 1986)
- Marie-Sophie Prinzessin zu Sayn-Wittgenstein-Berleburg (* 1988)

## Ämter und Engagement
- Mitglied im Kirchenvorstand von St. Pankratius in Odenthal
- Vorsitzender der Bezirksgruppe Rhein-Berg und Leverkusen des Waldbauernverbandes Nordrhein-Westfalen e. V. (seit 1985)[3]
- Mitglied im Beirat von Haus und Grund Rheinisch-Bergischer Kreis (1989–1993)
- Stellvertretender Vorsitzender von Haus und Grund Rheinisch-Bergischer Kreis e. V., Bergisch Gladbach (seit 1993)[4]
- Hochmeister des Bundes der Historischen Deutschen Schützenbruderschaften, Köln (1990–2011)[1]
- Mitglied im Zentralkomitee der Deutschen Katholiken (2000–2004)
- Vorsitzender der Kreisjägerschaft Rhein-Berg im Landesjagdverband NRW e. V. (seit 2002)[5]
- Stellvertretender Vorsitzender des Altenberger-Dom-Vereins e. V., Bergisch Gladbach (seit 2008)
- Vorsitzender des Verbandes der Fischereigenossenschaften NRW (seit 2008)[6]
- Vorsitzender des Fördervereins des Marien-Krankenhauses Bergisch Gladbach e. V. (seit 2010)[7]

## Orden und Auszeichnungen
- 2002 Kommandeurkreuz des Verdienstordens der Republik Polen[8]
- 2004 Rheinlandtaler des Landschaftsverbandes Rheinland
- 2005 Bundesverdienstkreuz 1. Klasse[9]